# Agnija Lwowna Barto

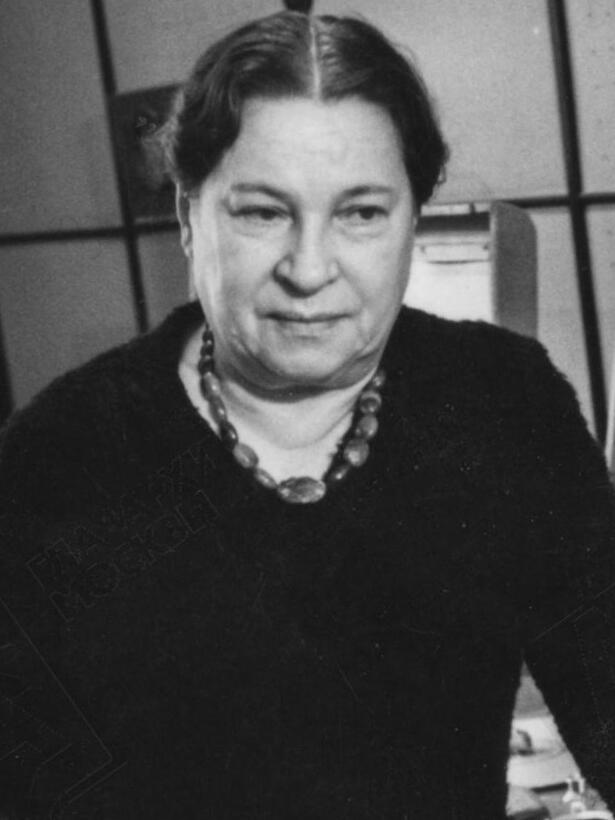
1969

Agnija Lwowna Barto (russisch А́гния Льво́вна Барто́, wissenschaftliche Transliteration Agniya Lvovna Barto; * 17. Februar 1906 in Moskau; † 1. April 1981 in Moskau) war eine sowjetische Dichterin, Kinderbuch- und Drehbuchautorin.

## Werdegang
Barto wurde in Moskau als Tochter eines russisch-jüdischen Tierarztes geboren. Parallel zum Gymnasium besuchte sie ab 1924 eine Ballettschule und schrieb erste Gedichte. Bei der Abschlusszeremonie ihrer Ballettschule las sie einige ihrer Gedichte vor und beeindruckte damit den anwesenden Publizisten und Volkskommissar für das Bildungswesen Anatoli Lunatscharski. Er riet ihr, nicht Ballerina, sondern Schriftstellerin zu werden.
1925 wurden erste Gedichte von ihr veröffentlicht, Der chinesische Junge Wan Li (Китайчонок Ван Ли) und Mischka der Dieb (Мишка-воришка). Es folgten Der erste Mai (Первое мая, 1926) und Brüder (Братишки, 1928). Einige Gedichte schrieb sie gemeinsam mit ihrem Mann, dem Dichter Pawel Barto. Ihren Durchbruch schaffte sie 1936 mit dem Kinderbuch Spielzeug (Игрушки).
Während des Zweiten Weltkriegs trat Barto oft im Radio auf und schrieb patriotische Texte. 1942 arbeitete sie als Korrespondentin der Zeitung Komsomolskaja Prawda an der Westfront. 1950 erhielt sie den mit 50.000 Rubel dotierten Stalinpreis zweiter Stufe für ihr Buch Gedichte für Kinder (Стихи детям, 1949).
1965 bis 1973 moderierte sie die Radiosendung Einen Menschen finden (Найти человека), in der sie dabei half, vom Krieg auseinandergerissene Familien wieder zusammenzubringen. Mit ihrer Hilfe wurden etwa tausend Familien wiedervereint. Sie schrieb ein gleichnamiges Buch über ihre Arbeit, das 1968 veröffentlicht wurde.
Ab 1939 arbeitete Barto auch als Drehbuchautorin und wirkte an zahlreichen Kinderfilmen mit. 1973 schrieb sie das Drehbuch für die Verfilmung von Einen Menschen finden. Sie starb 1981 in Moskau.

## Auszeichnungen (Auswahl)
- Ehrenzeichen der Sowjetunion (1939)
- Stalinpreis zweiter Stufe (1950)
- Orden des Roten Banners der Arbeit (1956 und 1966)
- Leninpreis (1972)
- Leninorden (1976)
- Hans Christian Andersen Preis (1976)
- Orden der Oktoberrevolution
- Orden des Lächelns

1968 wurde der Asteroid Barto nach ihr benannt. Auch ein Krater auf der Venus trägt ihren Namen.